# Эта Скорпиона
Эта Скорпиона (η Sco, η Scorpii) — звезда в южном зодиакальном созвездии Скорпиона. Имеет видимую звёздную величину 3.33, являясь одной из наиболее ярких звёзд созвездия Скорпиона.
 Расстояние до данной звезды было измерено посредством определения параллакса, что дало значение 73,5 световых лет (пк) с неопределённостью 0,4 %.
Классификация данной звезды претерпевала некоторые изменения с течением времени, при этом объект относили как к спектральному классу F главной последовательности, так и к звёздам-гигантам. В 2006 году в рамках программы NStars η Скорпиона отнесли к спектральному классу F5 IV, класс светимости 'IV' показывает, что звезда является субгигантом, исчерпавшим запас водорода в ядре и находящимся на стадии перехода к звёздам-гигантам. Звезда обладает массой около 175 % массы Солнца и возрастом (по оценкам) около 1,1 млрд лет. Светимость звезды превышает солнечную в 18 раз, эффективная температура составляет около 6519 K. Звезда имеет бело-жёлтый цвет, присущий звёздам спектрального класса F.
Эта Скорпиона быстро вращается, проективная скорость вращения составляет 150 км/с, период вращения при этом не превосходит суток.
 Звезда испускает рентгеновское излучение, светимость короны в рентгеновских лучах составляет 4.4 × 1028 эрг с−1 В 1991 году звезду причисляли к типу бариевых звёзд, поскольку при исследовании спектра было обнаружено повышенное содержание бария. В целом содержание элементов, отличных от водорода и гелия, характеризуемое металличностью, похоже на солнечное.